# Gordon Richard England
Gordon Richard England (Baltimora, 15 settembre 1937) è un politico statunitense.

## Biografia
Fu il ventiquattresimo e il venticinquesimo segretario della marina statunitense (United States Department of Defense, settantaduesimo e settantatreesimo in totale) sotto il presidente degli Stati Uniti d'America George W. Bush.
Ha studiato al Mount Saint Joseph College, poi alla Texas Christian University e all'University of Maryland, College Park.
Dopo la fine del suo mandato venne sostituito temporaneamente da Susan Livingstone (in carica dal 30 gennaio 2003 al 7 febbraio 2003) e da Hansford T. Johnson (in carica dal 7 febbraio 2003 al 30 settembre 2003) finito tale periodo, a partire dal 1º ottobre 2003 fu di nuovo Gordon ad essere segretario della marina.
Fra gli altri incarichi ricoperti, fu anche il 25° vicesegretario della difesa.